# Queen
|  | Aquest article tracta sobre grup de rock Queen. Vegeu-ne altres significats a «Queen (desambiguació)». |

Queen és un grup de rock britànic format el 1970 pel cantant Freddie Mercury, el guitarrista Brian May, el baixista John Deacon i el bateria Roger Taylor. És un dels principals grups de música del segle xx i és considerat un dels millors de la història, sent alhora un dels majors influents de la música actual, en especial dins del rock dur i el heavy metal.
El grup va néixer després de la separació del grup Smile del qual Brian May i Roger Taylor en formaven part. El 1971, després de buscar per un temps un baixista, s'hi incorpora John Deacon, que seria el baixista definitiu del grup, conformant així la formació del grup Queen (nom suggerit per Freddie Mercury) a la ciutat de Londres, Anglaterra, el 1971.
Queen va patir la baixa de dos dels seus integrants (Freddie Mercury, mort el 1991, i John Deacon, retirat des del 1997). No obstant això, actualment la banda continua en actiu amb dos dels seus membre originals (Brian May i Roger Taylor), i amb la incorporació del cantant Paul Rodgers entre 2004 i 2009 i d'Adam Lambert des del 2011 fins a l'actualitat.
Queen és considerat una de les millors agrupacions musicals de la història. El grup és conegut per la seva gran diversitat musical, tant vocal com instrumental, així com pels seus multitudinaris concerts. A més, amb unes vendes estimades de al voltant de 200 milions d'àlbums, Queen és un dels grups més exitosos de tots els temps; el seu primer àlbum recopilatori, Greatest Hits (1981), és encara l'àlbum més venut en la història del Regne Unit amb 6 milions de còpies venudes en aquest país. Queen va ser nomenat el tretzè millor artista de hard rock de tots els temps en una llista elaborada per VH1 (VH1 's 100 Greatest Artists of Hard rock list); a més, en un sondeig realitzat per l'emissora BBC Radio 2 el 2007, Queen va ser escollit com «el millor grup britànic de tots els temps». La revista Rolling Stone va incloure el grup a la seva llista "Els millors artistes de tots els temps, a la posició 52.
En 2018, la banda va rebre el premi "Lifetime Achievement Award", un guardó dels Premis Grammy que és dona en homenatge a aquells artistes que van fer al llarg de la seva vida contribucions de gran importància en el camp de la gravació de música. D'entre les cançons de més èxit comercial i popular de Queen, se'n poden destacar «We Are the Champions», «Another One Bites the Dust» (dos dels senzills més venuts de la història, amb més de 9 milions de còpies), «We Will Rock You», «Bohemian Rhapsody» (segons la revista Mojo l'any 2000, la millor cançó de tots els temps, i segons la Triple J, la sisena millor), «Don't Stop Me Now» (considerada la cançó més feliç del món), «I Want to Break Free», «A Kind of Magic», «Somebody To Love», «Crazy Little Thing Called Love» (5,58 còpies venudes), «Under Pressure» (amb David Bowie, número 1 al Regne Unit) i «Radio Ga Ga».

## Història

### 1965-1971: Inicis
El 1965 Faroukh Bulsara (Freddie Mercury), cantant del grup Sour Milk Sea, coneix Tim Staffell, llavors cantant i baixista del grup Smile, del qual també formaven part Brian May i Roger Taylor. Un any després, Smile fitxa per Mercury Records i enregistra un single sense èxit. Tot i això fa concerts importants compartint escenari amb Pink Floyd o Free. Uns quants anys més tard, aquest single i alguna altra demo de Smile apareixeran publicades en CD.
Durant l'any 1969, Faroukh (més conegut com a Freddie) i Roger Taylor obren una parada de roba al mercat de Kensington (Londres), fet que els porta a conèixer l'àmbit més modern i informal de la zona, agafant referències pels seus temes. El 1970 Tim Stafell abandona Smile, però Brian May, Roger Taylor i Faroukh Bulsara decideixen treballar junts. El nou grup passa a anomenar-se Queen i toquen junts per primer cop en 1971. Després d'intentar-ho amb tres baixistes diferents, finalment se'ls afegeix John Deacon, completant el grup, que va restar igual durant vint anys.

### 1972-1974: Primers llançaments
El 1972 treballen en el primer àlbum, i el 1973 apareix el primer single, «Keep Yourself Alive». Abans de la publicació definitiva del disc, Freddie Mercury intenta llançar música en solitari sota el nom de Larry Lurex i publica un single de dues versions amb aquest nom. La idea fracassa perquè Larry Lurex representa una paròdia del rocker Gary Glitter, que el públic no accepta de bon grat.
El primer àlbum, titulat simplement Queen, surt a la venda el 1973, després d'haver estat gravat aprofitant espais de temps en què a l'estudi de gravació no hi anava a gravar ningú. El grup realitza la seva primera gira a Anglaterra, com a teloners de Mott the Hoople. Durant el mateix any tornen a entrar a l'estudi (en millors condicions) i graven el seu segon disc, anomenat Queen II. «Seven Seas Of Rhye», escrita per Freddie, dona a Queen el seu primer gran single, al qual va seguir una reeixida gira amb record de vendes que acaba al Rainbow Theatre de Londres. També van de gira per primer cop a Europa, Austràlia i Amèrica (a aquesta última, telonejant Moot the Hoople, juntament amb Aerosmith).
El 1974 surt a la venda el seu tercer disc, Sheer Heart Attack. Per primera vegada, un single de Queen arriba a la tercera posició de les llistes amb «Killer Queen», que va ser nominada per a un premi Ivor Novello. El grup realitza la seva primera gira per Japó. Ja en aquella època, els concerts finalitzaven amb la sintonia d'una primitiva versió de l'himne d'Anglaterra, «God Save The Queen», que havien enregistrat especialment pels directes.

### 1975-1979: Arribada a l'èxit internacional
Queen fitxa per EMI passat un any de la publicació del seu tercer disc, i es disposen a gravar el seu disc més arriscat i amb més pressupost fins a la data. El primer single publicat d'aquest disc serà «Bohemian Rhapsody», amb el qual aconsegueixen el seu primer número 1 a les llistes, i Freddie Mercury, el seu autor, guanya un nou Premi Ivor Novello. El 21 de novembre d'aquell mateix any sortiria a la venda el quart disc de Queen, A Night At The Opera. El disc acaba amb una versió actualitzada de «God Save The Queen», la qual, des d'aquell moment, és la que s'utilitzaria a l'hora de finalitzar tots els concerts. El 1976 editen el seu cinquè disc, A Day At The Races, recolzat pel single «Tie Your Mother Down». Queen toquen al Hyde Park de Londres, sent aquest concert el major que s'hi havia fet fins llavors.
El 1977 treuen el seu sisè disc, News Of The World. Les seves cançons «We Are the Champions» i «We Will Rock You» es col·loquen primeres a les llistes dels Estats Units. Des de llavors, tots els concerts s'acabarien amb Queen tocant aquestes dues cançons, just abans d'interpretar l'himne. Aquest any, «Bohemian Rhapsody» és votada el millor single britànic dels últims 25 anys als premis Britannia. Queen comença la seva major gira fins ara als Estats Units, fent ple tres nits al Los Angeles Forum.
El seu àlbum del 1978, Jazz, compta amb els exitosos singles «Don't Stop Me Now», «Fat Bottomed Girls» i «Bicycle Race». L'any següent Queen publica el seu primer disc en directe, Live Killers, extret de la seva darrera gira europea de llavors.

### 1980-1984: Canvi de so, col·laboracions i any sabàtic
El primer any de la dècada dels 1980, Queen treu a la venda el seu vuitè disc The Game amb el qual mostren un canvi musical força radical en allunyar-se per primera vegada del rock dur que fins a la data els havia caracteritzat. un dels singles de l'àlbum, «Crazy Little Thing Called Love» és número 1 arreu del món, mentre que «Another One Bites the Dust» es transforma en el major èxit de Queen als Estats Units. Reben el premi «Millor grup» per Dick Clarke; en aquest moment ja han venut 45 milions d'àlbums. També per primera vegada utilitzen sintetitzadors a l'estudi. La gravació de The Game, va ser alternada amb l'enregistrament per encàrrec de la banda sonora de la pel·lícula futurista Flash Gordon, que apareixeria l'any següent com el seu novè disc.
L'any següent, Queen actua a Sud-amèrica, amb molts concerts a estadis, que Freddie sempre preferia. També actuen a Montreal, d'on en trauran el vídeo We Will Rock You. Aquesta gravació es reeditarà l'any 2007 en format CD i DVD remasteritzada i rebatejada com Rock In Montreal. Durant el transcurs d'aquests concerts presentarien un tema nou, «Under Pressure», que a l'estudi haurien compost i enregistrat juntament amb David Bowie. El grup publica el seu primer àlbum recopilatori, anomenat Greatest Hits, el qual edevé tot un èxit.
Freddie Mercury grava diverses cançons entre 1981 i 1983 amb Michael Jackson, inclosa una demostració de "State Of Shock", "Victory" i "There Must Be More to Life Than This". Am tot, en cap moment no es va publicar oficialment cap d'aquestes col·laboracions, tot i que encara existeixen enregistraments bootleg. Finalment Jackson va gravar el single "State Of Shock" amb Mick Jagger per a l'àlbum Victory dels Jacksons. Mercury va incloure la seva versió en solitari de "There Must Be More To Life Than This" en el seu àlbum primer àlbum en solitari Mr. Bad Guy. També aquesta cançó va ser reelaborada i publicada per Queen en el seu àlbum de recopilació Queen Forever el 2014.
Ja al 1982, Queen publica el seu desè disc Hot Space, que és considerat com el disc més criticat pel públic que els venia seguint des de sempre, ja que per a l'ocasió el grup s'havia inclinat gairebé del tot cap al pop més discotequer. Durant la següent gira toquen al camp Elland Road a Leeds, a Milton Keynes Bowl (dels quals el 2006 se n'editarà un CD i DVD sota el títol de Queen on fire - Live at the Bowl), a Bedfordshire i al Seibu Lions de Tòquio. El baterista del grup Roger Taylor treu el seu primer disc en solitari, Fun In Space. Mercury i Taylor van cantar al disc d'estudi de Billy Squier, Emotions in Motion.
L'any 1983 Queen decideix prendre's un any sabàtic. Brian May enregistra un single de tres temes juntament amb el guitarrista Eddie Van Halen, que apareixerà sota el nom de Star Fleer Project. Roger Taylor treu el seu segon disc en solitari Strange Frontier.
Després d'aquest descans, Queen publica The Works, el seu onzè disc. Com a singles publicats destaquen «It's A Hard Life», «I Want To Break Free», «Hammer To Fall» i «Radio Ga Ga». Per al videoclip de «I Want To Break Free», es mostra tot el grup de dones com a paròdia d'una telenovel·la anglesa. A Europa fa molta gràcia, però als Estats Units no ho troben tant graciós i el vídeo és censurat. Més tard, Freddie contribueix amb la cançó «Love Kills» a la restauració de la pel·lícula Metropolis i en cedeix els drets a canvi dels drets sobre els decorats de la pel·lícula. Aquests decorats són utilitzats per a l'enregistrament del videoclip de «Radio Ga Ga» i per decorar l'escenari de la seva propera gira mundial.

### 1985-1989:Live Aid, descans i projectes diversos
Queen comença l'any 1985 fent doblet al Rock In Rio, on compartiran escenari amb artistes com Iron Maiden, AC/DC, Scorpions i Judas Priest. Freddie Mercury treu el seu primer disc en solitari, Mr. Bad Guy. També toquen a Sud-àfrica només per a espectadors no segregats (era l'època de l'apartheid) i dona els beneficis a l'escola Kutlawanong per a sords. Continuen la gira mundial tocant per última vegada a la seva història al Japó. Finalitzen la gira actuant al llegendari concert multitudinari Live Aid, que se celebra simultàniament als Estats Units i Anglaterra, on l'esdeveniment té lloc a l'Estadi de Wembley de Londres. La raó del festival és recaptar diners per a Etiòpia. Van compartir escenari amb Phil Collins, Bob Geldof, David Bowie, i Status Quo entre molts altres, però sobretot va ser la seva presentació de vint minuts la més recordada fins avui dia, i la que ha aconseguit ser considerada per la crítica i els fanàtics de la música com una de les millors de la història, si no la millor. A finals d'aquest mateix any, Queen edita el primer single del seu futur nou treball One Vision i passa també a formar part de la banda sonora de Iron Eagle.
Ja al 1986, surt a la venda el dotzè disc del grup, A Kind Of Magic. Gran part de les cançons d'aquest disc haurien estat requerides com a banda sonora de la pel·lícula Els Immortals (Highlanders). Queen realitza la seva última gira «Magic Tour», que recorreria per a tot Europa, i que en principi s'havia d'acabar amb dues nits a l'Estadi de Wembley. La gira es va allargar amb alguns concerts de més, entre els quals destaca el Nepstadion de Budapest, el primer i únic concert que Queen realitza al bloc oriental del teló d'acer. La gira finalitza a Knebworth House, Anglaterra, amb una audiència de 180.000 persones, i amb el que va ser l'últim concert de la història de Queen en la seva formació original. Durant aquest temps l'àudiència de Capital Radio va votar «Bohemian Rhapsody» el millor single de la història. A finals d'any es publica el segon disc en directe del grup, Live Magic, que recull alguns retalls dels concerts realitzats a l'Estadi de Wembley, el Knebworth Park de Londres i el Nepstadion de Budapest. Després d'això, Queen annuncia que es prenen un altre descans, cosa que alguns mitjans anuncien com una dissolució.
L'any 1987 Freddie coneix una de les seves heroïnes, Montserrat Caballé, a Barcelona, i decideixen treballar plegats. Al mateix temps Brian May comença a treballar en el seu disc en solitari. Alguns temes que en principi haurien d'anar al seu disc acabaran en cançons de Queen. Roger Taylor crea un grup paral·lel, The Cross, que treu el seu primer disc Shove It. Brian May també produeix l'àlbum de l'actriu Anita Dobson, qui des de llavors es convertiria en la seva companya sentimental.
El 1988 la col·laboració de Mercury i Caballé dona lloc a Barcelona. Com a single hi apareix la cançó homònima del disc, que des de llavors va ser considerada la cançó oficial dels Jocs Olímpics del 92 celebrats a aquesta ciutat. Aquest any comencen a sorgir els primers rumors sobre la possibilitat que Freddie Mercury sigui portador del virus del SIDA.
Amb tot, l'any següent, 1989, Queen torna a grabar un àlbum, que s'anomena The Miracle. Com a singles d'aquest destaquen «I Want It All», «The Miracle», «The Invisble Man», i «Breakthru». El grup annuncia que després del disc no hi haurà gira; això fa que cobrin més força els rumors sobre la seva malaltia.

### 1990-1993:Innuendo, mort de Freddie Mercury, i projectes en solitari
El primer any de la nova dècada dels 90, Queen rep el premi a grup més popular dels 80. Brian May continua treballant en el seu disc en solitari. Roger Taylor, amb el seu grup paral·lel The Cross, treu el seu segon disc, anomenat Mad, Bad and Dangerous to Know.
El 1991 surt a la venda l'àlbum Innuendo, que es col·loca a les primeres posicions de les llistes britàniques, al igual que el seu single homònim. També com a singles destacables hi apareixen «Headlong», «I'm Going Slightly Mad», «These Are The Days Of Our lives», i «The Show Must Go On». Al videoclip de «I'm Going Slightly Mad» Freddie Mercury apareix amb una gran quantitat de maquillatge que continua donant força als rumors sobre la SIDA. «These Are The Days Of Our Lives», significa l'última vegada que Freddie Mercury grava un videoclip. La premsa sensacionalista assetja a Queen i en particular a Mercury cada vegada més.
Brian May participa en el festival Las leyendas de la Guitarra de Sevilla, amb motiu dels actes previs a la Expo '92, juntament amb guitarristes i altres músics consagrats com Steve Vai, Joe Satriani, Nuno Bettencourt i Gary Cherone d'Extreme, Joe Walsh, Paul Rodgers, o Cozy Powell entre d'altres. Surt a la venda el segon recopilatori de Queen, Greatest Hits II.
També de part de May apareix «Driven By You», el seu primer single en solitari. És l'adaptació rockera d'una cançó orquestrada que havia compost per encàrrec, per a una campanya publicitaria de la marca automovilística Ford (concretament, pel Ford Mondeo).
L'estiu de 1991 van actuar al Festival de Knebworth, l'últim concert amb Freddie Mercury, que va morir a casa seva a Londres el 24 de novembre del 199 degut a una bronco-pneumònia provocada per la sida, als 45 anys. Fins al dia abans, no havia fet pública de manera oficial la realitat sobre la seva malaltia.
A l'abril de l'any següent se celebra el concert d'homenatge a Freddie Mercury, on hi participen Guns N' Roses, Elton John, Robert Plant de Led Zeppelin, Tony Iommi de Black Sabbath, Def Leppard, Extreme, George Michael i Lisa Stansfield, entre d'altres. A partir dels beneficis del concert es crea l'organització Freddie Mercury Phoenix Trust, que des de llavors es dedica a combatre la SIDA arreu del món.
Brian May treu finalment el seu primer disc en solitari, Back To The Light. Va aconseguir la seva posició més alta a les llistes amb el single «Too Much Love Will Kill You», cançó que ja havia estat gravada a les sessions de The Miracle però no s'havia publicat finalment al disc per qüestions editorials, i que ell va regrabar pel seu disc en solitari.
El 1993 Brian May surt de gira en solitari acompanyat de Cozy Powell a la bateria, Spike Edney als teclats, Jamie Mooses a la guitarra rítmica, Neil Murray al baix, i Susy Webs i Cathy Porter als cors. Primer ho farà en grans estadis com a tel·loner de Guns N' Roses, i després com a cap de cartell en locals més modestos completant una gira per Europa i Japó. Roger Taylor treu el seu tercer disc en solitari, anomenat Happiness?.

### 1994-1997:Made In Heaveni últims anys de Queen amb John Deacon
El 1994 els tres integrants supervivents de Queen es reuneixen per començar a treballar en el disc Made In Heaven, que surt a la venda el 1995, sent l'últim àlbum de Queen, amb algunes cançons posteriors a la gravació de Innuendo («A Winte's Tale», última cançó que compon Freddie Mercury amb la resta del grup, i «Mother Love», última cançó que arriba a cantar i que és completada amb la veu de Brian May), d'altres pertanyents a projectes diversos («Made in Heaven» i «I Was Born To Love You» de Freddie Mercury en solitari i «Heaven For Everyone» de The Cross), i d'altres que per motius diversos no s'havien inclòs en els discos anteriors de Queen («My Life Has Been Saved», «Too Much Love Will Kill You», «It's A Beautiful Day», «Let Me Live», «You Don't Fool Me»). En gairebé tots els casos, les cançons són regrabades de nou, tot respectant les melodies originals de veu, piano i teclats de Freddie Mercury.
L'any 1997 té lloc l'última aparició en directe fins al dia d'avui dels tres supervivents de Queen junts, per interpretar juntament amb Elton John «The Show Must Go On» a París. A la tardor d'aquest any, surt a la venda el recopilatori Queen Rocks amb la base de «I Can't Live With You» de Innuendo regrabada en una versió més potent que l'original. Però destaca sobretot un tema nou de Queen, compost per Brian May i gravat pels tres supervivents. Tot i això, en un principi aquesta cançó havia d'anar al disc nou que tenia previst Brian May per a l'any vinent: No-one But You (Only The Good Die Young). Després d'això, John Deacon es retira definitivament de la música.

### 1998-2008: Projectes diversos i Queen + Paul Rodgers
El 1998 Brian May publica el seu segon disc en solitari, Another World. Degut a la mort de Cozy Powell en un accident de trànsit, la gira es realitza amb Eric Singer a la bateria. Roger Taylor publica el seu quart disc en solitari Electric Fire i realitza alguns concerts pel Regne Unit. Brian May s'encarrega de la BSO de la pel·lícula Fúria.
L'any següent es publica el recopilatori Greatest Hits III, que inclou cançons del Made in Heaven, temes en solitari de Brian May i Freddie Mercury, col·laboracions amb George Michael o Elton John i rareses.
Entre el 2002 i el 2005 Brian May i Roger Taylor realitzen diverses activitats sota el nom de Queen: participen amb artistes diversos als actes promoguts per l'expresident de Sud-àfrica Nelson Mandela a través de la seva Fundació 46664, i co-produeixen el musical We Will Rock You que es realitza a partir de cançons de Queen. També participen en els actes de l'aniversari de la reina d'Anglaterra i col·laboren amb diversos artistes com Robbie Williams, Foo Fighters o Jeff Scott Soto.
A la fi de 2004, el guitarrista Brian May i el bateria Roger Taylor van anunciar que tots dos es reunirien i tornarien a sortir de gira el 2005 al costat de Paul Rodgers (cantant fundador de les bandes Free i Bad Company); encara que la major part del repertori és de cançons de Queen, també n'hi apareixen de Bad Company, de Free i de Paul Rodgers en solitari. La nova formació va rebre el nom de "Queen + Paul Rodgers". El baixista John Deacon (retirat de la banda), va declinar participar-hi, sent reemplaçat pel baixista Danny Miranda (membre de Blue Öyster Cult). Altres membres de la gira van ser el teclista Spike Edney, que ja va tocar teclats i ocasionalment guitarra en els concerts en viu de Queen des de 1984, i el guitarrista Jamie Moses, que va començar a treballar amb Brian May en els seus projectes solistes a principi dels anys 90. D'aquesta gira, que va ser batejada com "Queen + Paul Rodgers Tour", es van publicar els DVD Return of the Champions, on hi apareix una cançó nova de Roger Taylor, «Say It's Not True», i Super Live in Japan. Posteriorment treurien dos discos més, un d'estudi titulat The Cosmos Rocks i el directe Live In Ukraine.
Temps després, l'any 2007, s'anuncia la gravació d'un disc com a Queen & Paul Rodgers amb temes nous i una gira per a l'any vinent. Es publica com a primer single «Say It's Not True» gravada en estudi amb el grup al complet. El 2008 Queen & Paul Rodgers realitzen llurs primeres aparicions en directe. Primer a la televisió anglesa on presenten un altre tema nou: «C-Lebrity». Després, participen en els actes de celebració del 90è aniversari de Nelson Mandela. Surt a la venda el single de «C-Lebrity».

### 2011-actualitat: Queen + Adam Lambert
Des del 2011, Brian May i Roger Taylor realitzen concerts juntament amb el cantant estatunidenc Adam Lambert sota el nom Queen + Adam Lambert. El 18 de setembre de 2015 es van presentar a la 6a edició del festival Rock In Rio davant de 82.000 persones. Durant aquesta gira van recórrer diverses ciutats dels Estats Units, Europa, Àsia i Sud-amèrica.

## Discografia

### Discs d'estudi
| Nom de l'àlbum       | Informació |
| -------------------- | --- |
| Queen                | - Data: 13 de juliol, 1973 - Segell discogràfic: Hollywood Records - Productors: John Anthony, Roy Thomas Baker, Queen |
| Queen II             | - Data: 8 de març, 1974 - Segell discogràfic: Hollywood Records - Productors: Robin Cable, Roy Thomas Baker, Queen     |
| Sheer Heart Attack   | - Data: 8 de novembre, 1974 - Segell discogràfic: Hollywood Records - Productors: Roy Thomas Baker, Queen              |
| A Night At The Opera | - Data: 21 de novembre, 1975 - Segell discogràfic: Hollywood Records - Productors: Roy Thomas Baker, Queen             |
| A Day at the Races   | - Data: 10 de desembre, 1976 - Segell discogràfic: Hollywood Records - Productors: Queen                               |
| News of the World    | - Data: 28 d'octubre, 1977 - Segell discogràfic: Hollywood Records - Productors: Queen, assistits per Mike Stone       |
| Jazz                 | - Data: 10 de novembre, 1978 - Segell discogràfic: Hollywood Records - Productors: Queen, Roy Thomas Baker             |
| The Game             | - Data: 30 de juny, 1980 - Segell discogràfic: Hollywood Records - Productors: Reinhold Mack, Queen                    |
| Flash Gordon         | - Data: 8 de desembre, 1980 - Segell discogràfic: Hollywood Records - Productors: Brian May, Reinhold Mack             |
| Hot Space            | - Data: 21 de maig, 1982 - Segell discogràfic: Hollywood Records - Productors: Queen, Reinhold Mack                    |
| The Works            | - Data: 27 de febrer, 1984 - Segell discogràfic: Hollywood Records - Productors: Reinhold Mack, Queen                  |
| A Kind of Magic      | - Data: 2 de juny, 1986 - Segell discogràfic: Hollywood Records - Productors: Reinhold Mack, Queen, David Richards     |
| The Miracle          | - Data: 22 de maig, 1989 - Segell discogràfic: Hollywood Records - Productors: Queen, David Richards                   |
| Innuendo             | - Data: 4 de febrer, 1991 - Segell discogràfic: Hollywood Records - Productors: Queen, David Richards                  |
| Made In Heaven       | - Data: 6 de novembre, 1995 - Segell discogràfic: Hollywood Records - Productors: Queen                                |

### Discs en directe
| Nom de l'àlbum                   | Informació |
| -------------------------------- | --- |
| Live Killers                     | - Data: 26 de juny, 1979 - Segell discogràfic: EMI - Productors: Queen                                                         |
| Live Magic                       | - Data: 1 de desembre, 1986 - Segell discogràfic: Hollywood Records - Productors: Queen, Trip Khalaf                           |
| Live at Wembley '86              | - Data: 26 de maig, 1992 - Segell discogràfic: Hollywood Records - Productors: Queen                                           |
| Queen on Fire - Live at the Bowl | - Data: 25 d'octubre, 2004 - Segell discogràfic: Hollywood Records - Productors: Brian May, Roger Taylor, Justin Shirley-Smith |

### Recopilacions
- Greatest Hits I (1981)
- Greatest Hits II (1991)
- Queen Rocks (1997)
- Greatest Hits III (1999)
- The Complete Works (desembre de 1985), col·lecció que conté tots els discos oficials editats fins aquella data (des de Queen fins a The Works)
- Complete Vision (desembre de 1985), recopilació de les cares B de tots els singles editats fins aquella data (des de Killer Queen fins a One Vision)
- Queen Forever (2014) Recopilació de títols remasteritzats i material inèdit de l'àrea Mercury

### Com a Queen + Paul Rodgers
| Nom de l'àlbum                                              | Informació |
| ----------------------------------------------------------- | --- |
| Return of the Champions (en Directe)                        | - Data: 19 de setembre, 2005 - Segell discogràfic: Parlophone - Productors: Joshua J. Macrae, Justin Shirley-Smith, Peter Brandt                    |
| Super Live In Japan (en Directe / disponible només al Japó) | - Data: 28 d'abril, 2006 - Segell discogràfic: EMI Music Japan - Productors: Simon Lupton                                                           |
| The Cosmos Rocks                                            | - Data: 19 de setembre, 2008 - Segell discogràfic: EMI / Hollywood Records - Productors: Brian May, Paul Rodgers, Roger Taylor                      |
| Live in Ukraine (en Directe / disponible en CD i DVD)       | - Data: 15 de juny, 2008 - Segell discogràfic: Parlophone / Hollywood Records - Productors: Joshua J Macrae, Justin Shirley Smith, Kris Fredriksson |

## Membres
Formació oficial
- Freddie Mercury – veu principal, piano, teclats, guitarra i pandereta (1970–1991; mor)
- Brian May – guitarra líder, teclats, piano, cors i veu principal (1970–actualitat)
- Roger Taylor – bateria, percussió, guitarra rítmica, cors i veu principal (1970–actualitat)
- John Deacon – baix, guitarra rítmica, teclats, cors, triangle (1971–1997;retirat)

Antics membres
- Mike Grose – baix (1970)
- Barry Mitchell – baix (1970–1971)
- Doug Ewood Bogie – baix (1971)

Queen +
- Paul Rodgers (2004–2009)
- Adam Lambert (2011–present)

Altres cantants Queen +
- David Bowie (1981, 1992)
- Annie Lennox (1992)
- Lisa Stansfield (1992–1993)
- George Michael (1992–1993)
- Elton John (1992, 1997)
- Zucchero (1992, 1998)
- Robbie Williams (2001)
- Kris Allen (2009)
- Jessie J (2012)
- Nate Ruess (2013)
- Lady Gaga (2014)

Membres de gira
- Morgan Fisher – teclats, piano (1982)
- Fred Mandel – teclats, piano (1982)
- Spike Edney – teclats, piano, guitarra rítmica, cors (1984–actualitat)
- Jamie Moses – guitarra rítmica, guitarra líder, cors (1998–2009)
- Danny Miranda – baix, cors (2005–2009)
- Rufus Tiger Taylor – percussió, batería, cors (2011–2017)
- Neil Fairclough – baix, cors (2011–actualitat)
- Tyler Warren - percussió, batería, cors (2017–actualitat)